# HD 13808 c
HD 13808 c est une exoplanète orbitant autour de l'étoile HD 13808, elle a été découverte en 2011.